# ソチ
ソチ（ロシア語: Со́чи [ˈsotɕɪ] ( 音声ファイル) Sochi、グルジア語: სოჭი Soch’i、アブハズ語: Шәача、アルメニア語: Սոչի）は、ロシア連邦クラスノダール地方の都市で、ロシア随一の保養地。黒海に面し、ジョージア（アブハジア）との国境に近い。人口は約46万人（2021年）。

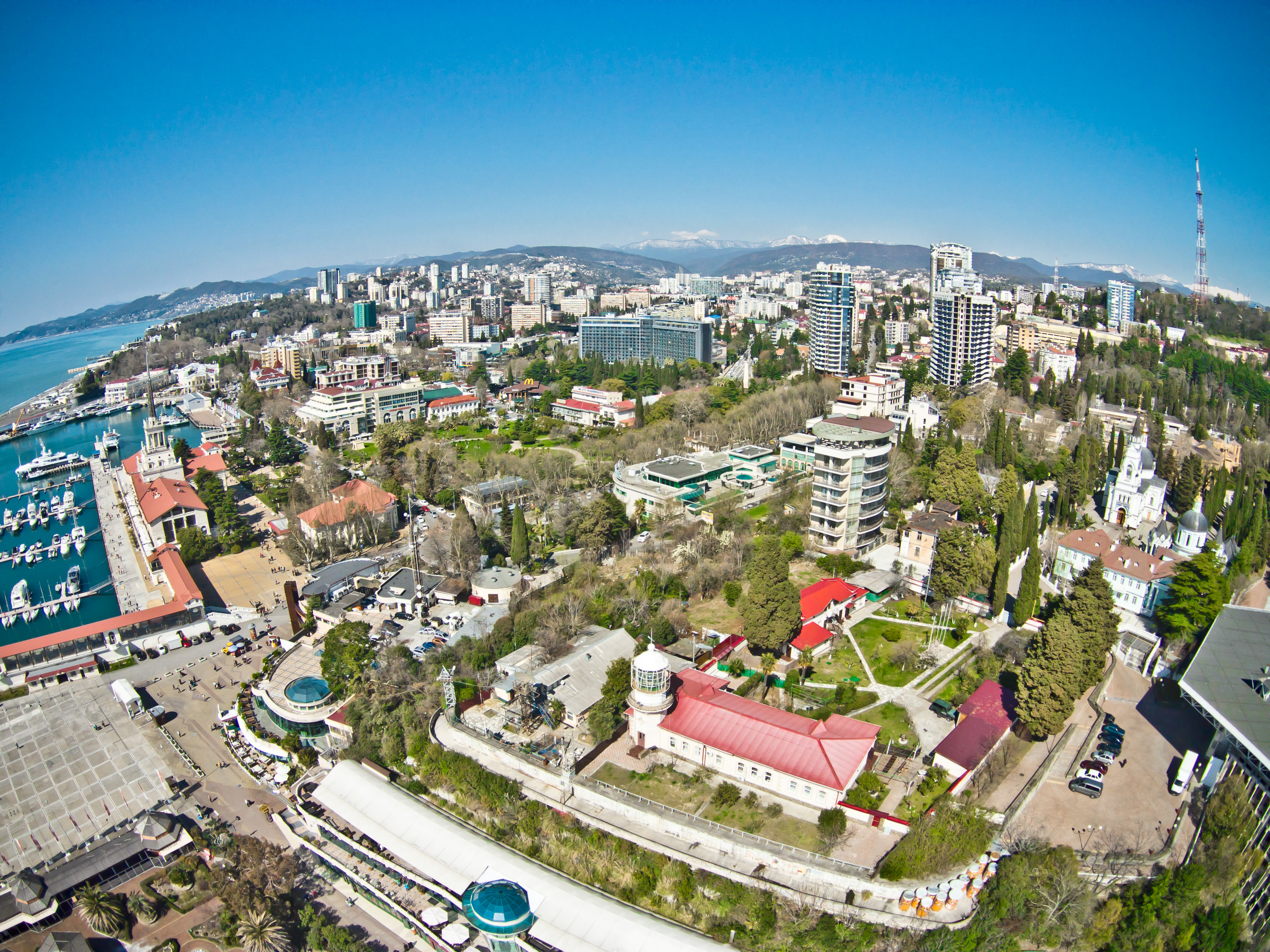

## 歴史
6世紀から11世紀にかけて、この地域はグルジアのコルキス王国（エグリシ王国、ラジカ王国）やアブハジアでラジカ王国から独立したアブハジア王国（780年-1008年）に属し、アドレル岬などに多くの教会が作られ、11世紀から15世紀はグルジア王国（978年–1466年）に属した。キリスト教徒の入植地はハザールなどテュルク系遊牧民に何度も打ち壊されてきた。11世紀のビザンティン建築のバシリカが現存している。15世紀からはオスマン帝国に領有された。
カフカース戦争と露土戦争の結果、海岸線地帯は1829年にロシアに割譲された。1838年、ソチ川の河口にカフカース戦争のために、アレキサンドリア要塞が建設された。クリミア戦争ではオスマン帝国の侵攻を防ぐために駐屯地が作られた。カフカース戦争はこの地でのミハイル・ニコラエヴィチによる勝利宣言で終結した。しかしその後、市の一部はオスマン帝国領となった。この時代に多くの民族が入植し国際色豊かな都市になった。ロシア革命期には白軍、ボリシェヴィキ、グルジア民主共和国の3勢力で激しい争奪戦の舞台となった。
1923年、トゥアプセからアブハジアへの観光客・療養者目的の鉄道が開通、今日では北カフカース鉄道の支線となっている。この地にダーチャを設けたヨシフ・スターリンに愛され、スターリン政権時代はソ連最大のリゾート都市に成長、多くのスターリン様式の豪華建造物が建てられた。ニキータ・フルシチョフ政権時代にクリミア半島がロシア・ソビエト連邦社会主義共和国からウクライナ・ソビエト社会主義共和国に移されると、ソチはさらに隆盛した。ウラジーミル・プーチン政権下でさらなる投資が行われた。
アブハジア、南オセチア、グルジア、ロシア間の協定などいくつかの重要な条約締結の場所にも選ばれている。
2014年にはソチオリンピック・パラリンピックが開催された。
2023年にはウクライナ軍からだと思われるドローン攻撃を受けた。2025年8月3日には、軍事目標であるソチの石油貯蔵施設がウクライナ軍によるドローン攻撃で炎上している光景を撮影し、Tiktokに投稿したニジニタギルからソチに訪問していた求職中の女性2名男性1名の計3名のグループが警察に拘束された。同年8月4日に3人のうち警察の取り調べに「飲酒して酩酊していた」と答えたとされる1人に罰金3万ルーブル（2025年8月5日時点のレートで約5万5000円）の判決を裁判所が言い渡した。

## リゾート都市

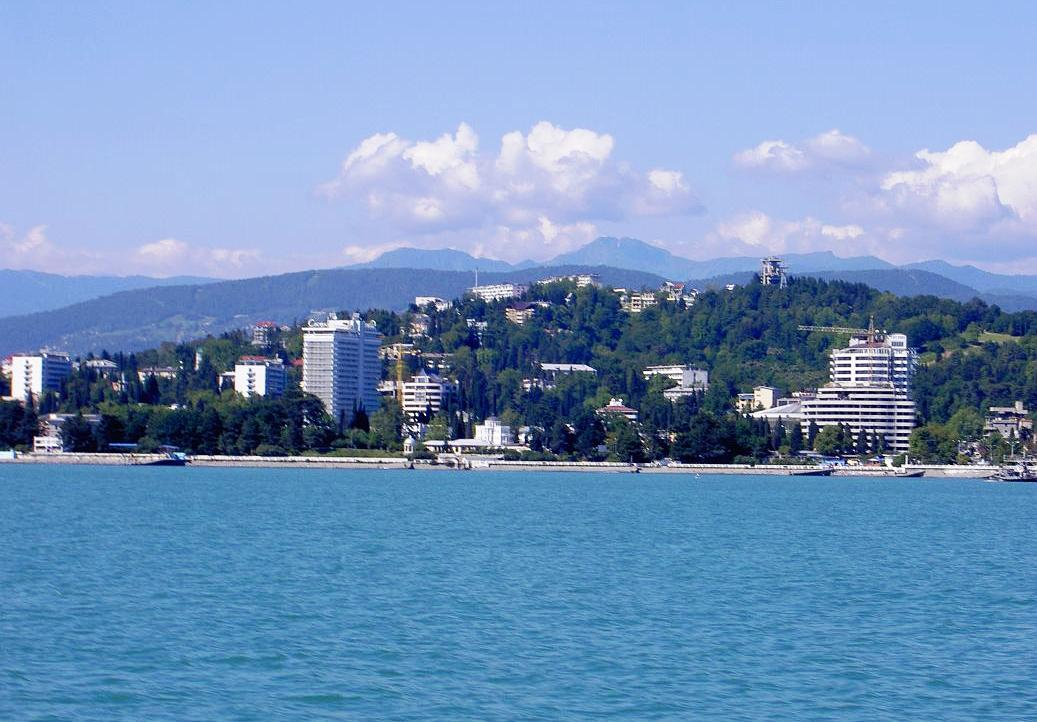
黒海から望んだソチ

ソビエト連邦時代に保養地として整備された。北のアナパやトゥアプセ、南のグルジア領アブハジアのガグラやピツンダなどの黒海沿岸のリゾート都市とともに、「ソビエト版リビエラ」ともいえるリゾート地帯を形成していた。ソビエト解体後の経済的混乱でしばらく停滞していたが、オリンピックを契機として復活した。
5000ｍ級の山が連なるコーカサス山脈を北に望み、美しい砂浜の海岸が南に横たわる。温泉を産し、多くの療養施設もある。毎年、数百万人の観光客がソチを訪れる。ソチの北に広がる西コーカサスはユネスコの世界遺産（自然遺産）に選ばれている。
ソチの市街地の北東40kmにあるクラースナヤ・ポリャーナ地区がロシア屈指のスキーリゾートとなっている。オリンピックではスキー競技が行われた。市内では美しい砂浜や温暖な気候による亜熱帯風の植生、公園やスターリン時代の様々な建築などが見どころとなっている。
作家で『鋼鉄はいかに鍛えられたか』の著書でも知られるニコラーイ・オストロフスキーは晩年をこの地で過ごし、ニコライ・オストロフスキー博物館が市内にある。スターリンをはじめ、歴代のソビエト連邦やロシア連邦の指導者たちの別荘があり、プーチンもソチの別荘で夏期休暇を過ごしている。また、イタリアの政治家シルヴィオ・ベルルスコーニも休暇を過ごすために毎夏ソチを訪れている。

### 禁煙都市ソチ
ソ連時代に鉱泉浴療養所、サナトリウムなどの整備が進んだ結果、病気療養者の滞在も増加したが、喫煙があらゆる治療努力を帳消しにすること、鉱泉浴療法も喫煙を伴うと逆効果となることに危機感を抱いたソチ市は、1976年6月、全ソに先駆けて「禁煙都市」を宣言し、海水浴場、主要公共サービス機関(病院などの保健施設、文化施設、教育施設、官庁、公共交通機関、レストラン、商店など)、労働現場(運転中のドライバーなども対象)での喫煙を禁じ、煙草の販売量も大幅に減らした。その後も熱心な禁煙キャンペーンを全市を挙げて主導し続ける。

## スポーツ

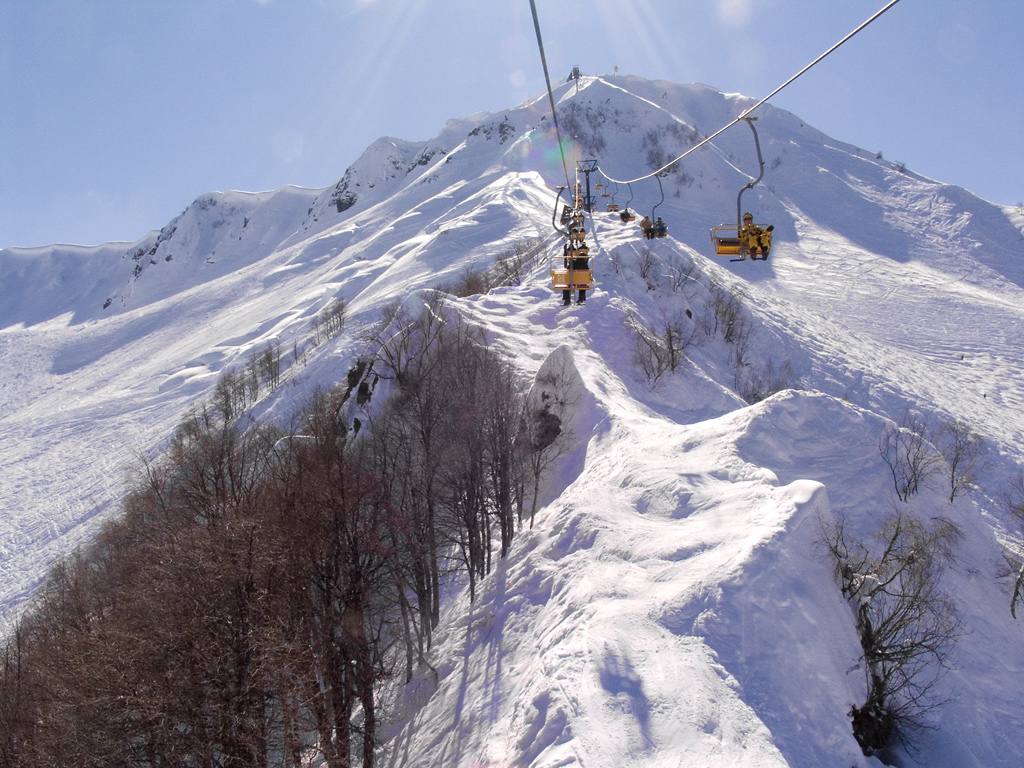
クラスナヤ・ポリアナのスキーリゾート

スポーツ設備も充実しており、ソチのテニス・スクールはマリア・シャラポワやエフゲニー・カフェルニコフらを育てた。
ロシアサッカー連盟もソチに年間を通じて利用できるサッカーロシア代表チームの練習施設を建設することを発表した。
2014年ソチオリンピックは、黒海に面したソチ・オリンピックパークと西カフカース山脈のソチ国立公園内で、2014年2月8日より開催された。標高500m前後に位置するクラースナヤ・ポリャーナ地区がスキーリゾートの拠点となっている。
オリンピックが開催されたオリンピックパーク敷地に建設されたソチ・オリンピックパーク・サーキットにて、2014年からF1ロシアグランプリが開催されている。
2018 FIFAワールドカップの開催都市のひとつとなり、ロシア・ナショナル・フットボールリーグに所属するPFCソチの本拠地フィシュト・オリンピックスタジアムが会場として使用された。

## 交通

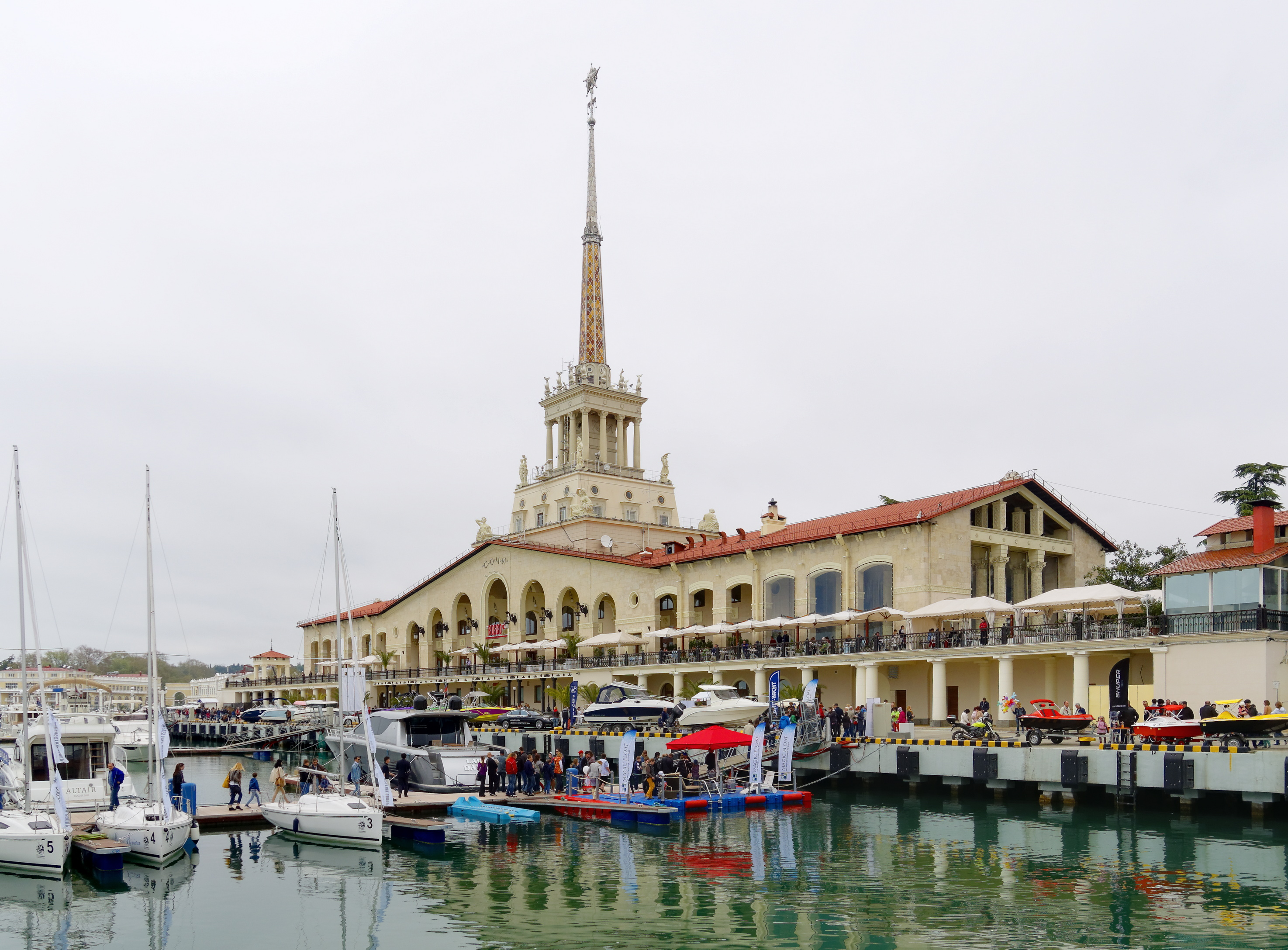
ソチ港 フェリーターミナル

公共交通は古くからの中心駅であるソチ駅が拠点となっているが、オリンピックを契機として南部のソチ空港周辺が新市街地として大規模な再開発が行われたため、アドレル駅とオリンピックパーク駅も重要な拠点となりつつある。
ソチ港は遊覧船や大型クルーズ船が発着し、観光客で賑わう。1955年に完成したフェリーターミナルはカロ・アラビヤン設計のスターリン様式の建物である。教会のような尖塔が特徴で、ソチのランドマークのひとつ。

## 環境問題
五輪開催決定以降、建設廃材などの大量のゴミがソチの周辺各地に持ち込まれ、自然破壊が行われたり、癌にかかる住民が急増するなどの問題が生じている。

## 気候
黒海沿岸部のソチ市街地はケッペンの気候区分では温暖湿潤気候（Cfa）に属し、年間平均気温が14.2度とロシアで最も温暖な気候となっており、ロシアにありながらも真冬に気温が氷点下になる事は比較的少ない。一方、スキーリゾートは標高500～600mほどのクラースナヤ・ポリャーナ地区が中心となるが、スキー場が位置する場所は標高1000m～2000mにあり、豪雪地帯で寒冷な気候である等、黒海からの距離や標高により気候は多様性に富んでいる。
| ソチの気候                   | ソチの気候  | ソチの気候  | ソチの気候  | ソチの気候  | ソチの気候  | ソチの気候  | ソチの気候   | ソチの気候   | ソチの気候  | ソチの気候  | ソチの気候  | ソチの気候  | ソチの気候    |
| 月                           | 1月         | 2月         | 3月         | 4月         | 5月         | 6月         | 7月          | 8月          | 9月         | 10月        | 11月        | 12月        | 年            |
| ---------------------------- | ----------- | ----------- | ----------- | ----------- | ----------- | ----------- | ------------ | ------------ | ----------- | ----------- | ----------- | ----------- | ------------- |
| 最高気温記録 °C （°F）       | 21.2 (70.2) | 23.5 (74.3) | 30.0 (86)   | 31.7 (89.1) | 34.7 (94.5) | 35.2 (95.4) | 39.4 (102.9) | 38.5 (101.3) | 36.0 (96.8) | 32.1 (89.8) | 29.1 (84.4) | 23.5 (74.3) | 39.4 (102.9)  |
| 平均最高気温 °C （°F）       | 9.6 (49.3)  | 9.9 (49.8)  | 12.2 (54)   | 16.6 (61.9) | 20.6 (69.1) | 24.6 (76.3) | 27.4 (81.3)  | 27.9 (82.2)  | 24.7 (76.5) | 20.4 (68.7) | 15.3 (59.5) | 11.8 (53.2) | 18.4 (65.1)   |
| 日平均気温 °C （°F）         | 6.1 (43)    | 6.0 (42.8)  | 8.2 (46.8)  | 12.1 (53.8) | 16.0 (60.8) | 20.2 (68.4) | 23.2 (73.8)  | 23.6 (74.5)  | 20.0 (68)   | 15.8 (60.4) | 11.1 (52)   | 8.1 (46.6)  | 14.2 (57.6)   |
| 平均最低気温 °C （°F）       | 3.6 (38.5)  | 3.3 (37.9)  | 5.2 (41.4)  | 9.0 (48.2)  | 12.7 (54.9) | 16.7 (62.1) | 19.7 (67.5)  | 19.9 (67.8)  | 16.4 (61.5) | 12.5 (54.5) | 8.1 (46.6)  | 5.5 (41.9)  | 11.1 (52)     |
| 最低気温記録 °C （°F）       | −13.4 (7.9) | −12.6 (9.3) | −7.0 (19.4) | −5.0 (23)   | 3.0 (37.4)  | 7.1 (44.8)  | 12.6 (54.7)  | 10.4 (50.7)  | 2.7 (36.9)  | −3.2 (26.2) | −5.4 (22.3) | −8.3 (17.1) | −13.4 (7.9)   |
| 降水量 mm （inch）           | 184 (7.24)  | 135 (5.31)  | 121 (4.76)  | 120 (4.72)  | 110 (4.33)  | 104 (4.09)  | 128 (5.04)   | 121 (4.76)   | 127 (5)     | 167 (6.57)  | 201 (7.91)  | 185 (7.28)  | 1,703 (67.05) |
| 平均降雨日数                 | 19          | 18          | 18          | 18          | 16          | 14          | 11           | 10           | 13          | 15          | 17          | 20          | 189           |
| 平均降雪日数                 | 6           | 6           | 3           | 0.3         | 0           | 0           | 0            | 0            | 0           | 0           | 1           | 4           | 20            |
| % 湿度                       | 73          | 72          | 72          | 75          | 79          | 79          | 79           | 78           | 76          | 76          | 74          | 72          | 75            |
| 平均月間日照時間             | 96          | 105         | 145         | 161         | 221         | 258         | 279          | 281          | 226         | 195         | 121         | 86          | 2,174         |
| 出典1：Pogoda.ru.net         |             |             |             |             |             |             |              |              |             |             |             |             |               |
| 出典2：NOAA (sun, 1961–1990) |             |             |             |             |             |             |              |              |             |             |             |             |               |

| アドレル地区（オリンピック公園地区）の気候   | アドレル地区（オリンピック公園地区）の気候 | アドレル地区（オリンピック公園地区）の気候 | アドレル地区（オリンピック公園地区）の気候 | アドレル地区（オリンピック公園地区）の気候 | アドレル地区（オリンピック公園地区）の気候 | アドレル地区（オリンピック公園地区）の気候 | アドレル地区（オリンピック公園地区）の気候 | アドレル地区（オリンピック公園地区）の気候 | アドレル地区（オリンピック公園地区）の気候 | アドレル地区（オリンピック公園地区）の気候 | アドレル地区（オリンピック公園地区）の気候 | アドレル地区（オリンピック公園地区）の気候 | アドレル地区（オリンピック公園地区）の気候 |
| 月                                           | 1月                                        | 2月                                        | 3月                                        | 4月                                        | 5月                                        | 6月                                        | 7月                                        | 8月                                        | 9月                                        | 10月                                       | 11月                                       | 12月                                       | 年                                         |
| -------------------------------------------- | ------------------------------------------ | ------------------------------------------ | ------------------------------------------ | ------------------------------------------ | ------------------------------------------ | ------------------------------------------ | ------------------------------------------ | ------------------------------------------ | ------------------------------------------ | ------------------------------------------ | ------------------------------------------ | ------------------------------------------ | ------------------------------------------ |
| 平均最高気温 °C （°F）                       | 11.8 (53.2)                                | 10.1 (50.2)                                | 10.9 (51.6)                                | 17.7 (63.9)                                | 21.6 (70.9)                                | 25.8 (78.4)                                | 29.3 (84.7)                                | 28.4 (83.1)                                | 24.2 (75.6)                                | 21.3 (70.3)                                | 18.0 (64.4)                                | 11.4 (52.5)                                | 19.1 (66.4)                                |
| 日平均気温 °C （°F）                         | 7.3 (45.1)                                 | 6.5 (43.7)                                 | 8.3 (46.9)                                 | 13.5 (56.3)                                | 19.3 (66.7)                                | 22.6 (72.7)                                | 25.1 (77.2)                                | 25.2 (77.4)                                | 20.9 (69.6)                                | 17.0 (62.6)                                | 13.6 (56.5)                                | 7.6 (45.7)                                 | 15.6 (60.1)                                |
| 平均最低気温 °C （°F）                       | 5.2 (41.4)                                 | 4.2 (39.6)                                 | 5.9 (42.6)                                 | 9.9 (49.8)                                 | 15.5 (59.9)                                | 18.7 (65.7)                                | 21.6 (70.9)                                | 22.1 (71.8)                                | 17.7 (63.9)                                | 12.3 (54.1)                                | 10.2 (50.4)                                | 3.9 (39)                                   | 12.6 (54.7)                                |
| 出典：Weather in Imeretinskaya Valley (data) |                                            |                                            |                                            |                                            |                                            |                                            |                                            |                                            |                                            |                                            |                                            |                                            |                                            |

| クラースナヤ・ポリャーナ地区の気候       | クラースナヤ・ポリャーナ地区の気候 | クラースナヤ・ポリャーナ地区の気候 | クラースナヤ・ポリャーナ地区の気候 | クラースナヤ・ポリャーナ地区の気候 | クラースナヤ・ポリャーナ地区の気候 | クラースナヤ・ポリャーナ地区の気候 | クラースナヤ・ポリャーナ地区の気候 | クラースナヤ・ポリャーナ地区の気候 | クラースナヤ・ポリャーナ地区の気候 | クラースナヤ・ポリャーナ地区の気候 | クラースナヤ・ポリャーナ地区の気候 | クラースナヤ・ポリャーナ地区の気候 | クラースナヤ・ポリャーナ地区の気候 |
| 月                                       | 1月                                | 2月                                | 3月                                | 4月                                | 5月                                | 6月                                | 7月                                | 8月                                | 9月                                | 10月                               | 11月                               | 12月                               | 年                                 |
| ---------------------------------------- | ---------------------------------- | ---------------------------------- | ---------------------------------- | ---------------------------------- | ---------------------------------- | ---------------------------------- | ---------------------------------- | ---------------------------------- | ---------------------------------- | ---------------------------------- | ---------------------------------- | ---------------------------------- | ---------------------------------- |
| 平均最高気温 °C （°F）                   | 7.6 (45.7)                         | 4.6 (40.3)                         | 6.6 (43.9)                         | 20.1 (68.2)                        | 22.8 (73)                          | 26.7 (80.1)                        | 28.4 (83.1)                        | 27.6 (81.7)                        | 25.1 (77.2)                        | 21.5 (70.7)                        | 16.5 (61.7)                        | 7.3 (45.1)                         | 17.8 (64)                          |
| 日平均気温 °C （°F）                     | 2.1 (35.8)                         | 2.6 (36.7)                         | 4.7 (40.5)                         | 11.8 (53.2)                        | 16.8 (62.2)                        | 19.4 (66.9)                        | 21.0 (69.8)                        | 20.5 (68.9)                        | 16.0 (60.8)                        | 12.2 (54)                          | 8.8 (47.8)                         | 1.5 (34.7)                         | 11.5 (52.7)                        |
| 平均最低気温 °C （°F）                   | 0.2 (32.4)                         | 0.1 (32.2)                         | 1.8 (35.2)                         | 7.2 (45)                           | 12.2 (54)                          | 14.2 (57.6)                        | 15.9 (60.6)                        | 15.5 (59.9)                        | 11.3 (52.3)                        | 7.7 (45.9)                         | 5.8 (42.4)                         | −0.5 (31.1)                        | 7.6 (45.7)                         |
| 出典：Weather in Krasnaya Polyana (data) |                                    |                                    |                                    |                                    |                                    |                                    |                                    |                                    |                                    |                                    |                                    |                                    |                                    |

| 月     | 1月              | 2月              | 3月              | 4月               | 5月               | 6月               | 7月               | 8月               | 9月               | 10月              | 11月              | 12月              | 年平均            |
| ------ | ---------------- | ---------------- | ---------------- | ----------------- | ----------------- | ----------------- | ----------------- | ----------------- | ----------------- | ----------------- | ----------------- | ----------------- | ----------------- |
| 平均温 | 9.6 °C (49.3 °F) | 8.7 °C (47.7 °F) | 9.6 °C (49.3 °F) | 11.2 °C (52.2 °F) | 15.2 °C (59.4 °F) | 19.6 °C (67.3 °F) | 24.0 °C (75.2 °F) | 25.3 °C (77.5 °F) | 23.1 °C (73.6 °F) | 19.5 °C (67.1 °F) | 14.9 °C (58.8 °F) | 11.5 °C (52.7 °F) | 16.0 °C (60.8 °F) |

## 友好都市
- チェルトナム（イギリス、1959年より）
- マントン（フランス、1966年より）
- リミニ（イタリア、1977年より）
- エスポー（フィンランド、1989年より）

| - ロングビーチ（アメリカ合衆国カリフォルニア州、1990年より） - トラブゾン（トルコ、1991年より） - パルヌ（エストニア、1994年より） - 威海（中国、1996年より - 長門市（日本、2018年より）） |

## 出身者
- アンドレ・ガイム - 物理学者

## 住民
ロシア人（76.07%）、アルメニア人（14.28%）、ウクライナ人（2.50%）、グルジア人（1.98%）など